# カシワバハグマ
カシワバハグマ（柏葉白熊、学名: Pertya robusta）は、キク科コウヤボウキ属の多年草。

## 特徴
根茎は横にはい、結節がある。茎は硬くて細く、直立して高さは30-90cmになり、分枝はせず、数個が叢生することがある。茎は毛が無いか、または茎上部にまばらに短毛がある。葉は、茎の中部にやや集まって互生し、10cm以上になる長い葉柄があり、茎同様、柄に毛が無いもの、またはまばらに短毛が生えるもがある。葉身は卵円形から卵状長楕円形または倒卵形で、長さ10-20cm、幅6-14cm、先は鋭く、基部は円形またはくさび形になり、縁に粗い歯牙があり、縁に短毛が生える。葉の両面は毛が無いか、まばらに短毛が生え、裏面はやや白色をおび、葉脈の細脈は目立たず、主脈上にまばらに短毛が生える。花序につく葉は無柄で卵形、上部にいくにしたがって次第に小さくなり、鱗片状にまでなる。
茎や葉のようすは、上記の標準的なもののほか、茎上部から中部にかけて密に毛が生え、葉柄に密に短毛が生え、葉の両面ともに短毛が密に生え、裏面は白色をおびないものある。
花期は9-10月。頭状花序は茎上部に穂状または総状につき、花序分枝に数個が単生または双生する。花柄は無いか短い。総苞は長さ18-30mmになる円柱形で、総苞片は8-10列ほどあり、覆瓦状に重なって並び、無毛か短毛が生え、しばしば縁が褐紫色をおびる。小花は両性の筒状花のみからなり、白色の花冠が5深裂し、裂片は線形でねじれる。頭花あたり9-14個の小花がつき、花床には密に短い剛毛が生える。果実は長さ10mmになる痩果で毛は無く、白色から淡褐色の長さ13-15mmになる冠毛がある。

## 分布と生育環境
日本固有種。本州（宮城県以南のおもに太平洋側）、四国、九州に分布し、山林のやや乾いた林縁や林下に生育する。西日本では生育地が限られている。
紀伊半島と四国に分布するものは、茎や葉の両面に毛が密生し、葉の形態も他の地域と異なることから、別分類群とすべきか今後の検討を要する、との考えがある。

## 名前の由来
和名カシワバハグマは、「柏葉白熊」の意で、「柏葉」とは、葉の縁にまばらに粗い歯牙があるようすがカシワ（柏）の葉に似るため、「白熊（ハグマ）」とは、僧が使う仏具である払子や兜などにつけるのヤクの尾の毛でつくった飾りをいい、花冠の細長い裂片のようすをそれに見立てたもの。
種小名 robusta は、「大型の、頑丈な、強い」の意味。

## 下位分類等
- ツクシカシワバハグマ Pertya robusta (Maxim.) Makino var. kiushiana Kitam.[7] - 九州に分布し、頭花に短い花柄があるもの。しかし、基本種で頭花に柄が無いものと同じ場所的にみられることがあり、区別が難しい[5]、とされる。
- カコマハグマ Pertya × hybrid Makino[8] - 関東地方の武蔵野および周辺の丘陵地にまれに生える[4]。カシワバハグマとコウヤボウキの一代雑種で、両種の中間的形態をし、茎の高さは30-50cmになり、茎は分枝する。葉に大小の2型があり、広楕円形から広卵形になり、長さ5-8cm、3脈が目立つ葉をつける。茎の上部の葉腋と枝先に頭花をつける。結実しない[5]。

## ギャラリー
- 総苞片は8-10列ほどからなり、縁が褐紫色をおびる。
- 葉は茎中部にやや集まってつき、長い葉柄がある。
- 葉の裏面が白色をおびる。